# Campeonato de Castilla de baloncesto
El Campeonato de Castilla de baloncesto fue una competición oficial de carácter regional de España celebrada en la región histórica de Castilla. Instaurada en el año 1931 bajo la denominación de Copa Castilla, estuvo amparada por la Federación Castellana de Baloncesto y la Confederación Española de Basket-Ball (posteriormente integrada en la Federación Española de Baloncesto).
Disputada hasta 1957 ya bajo su denominación de Campeonato Regional de Castilla o Campeonato Regional del Centro, de manera homóloga la competición futbolística, y de igual manera que en otras regiones, servía como clasificación para el Campeonato de España —hoy Copa del Rey—.
Conformado desde 1932 en categorías de primera y segunda, fue cambiando paulatinamente de formato y aumentando de esta forma el número de participantes convirtiéndose en el más prestigioso torneo celebrado en la región, con excepción claro del evento nacional, hasta que debido a la aparición del Campeonato Nacional de Liga —posteriormente denominado como Liga ACB—, desapareció el torneo regional tal y como se conocía hasta entonces, perviviendo sin embargo algunas ediciones ya sin los equipos que disputaban la recién nacida Liga Nacional.
En su modalidad masculina tuvo una competición sucesora en el Trofeo Marca (torneo regional de baloncesto), y ésta a su vez en el Torneo de la Comunidad de Madrid de baloncesto. Debido a su éxito en la época, comenzó a disputarse también un evento con el comienzo de la época estival denominado como Copa Primavera, ya que el regional se disputaba en las fechas de otoño e invierno.

## Historia

### Denominaciones
A lo largo de la historia el campeonato ha contado con diversas denominaciones, siendo la de Campeonato de Castilla o Campeonato Regional del Centro las más características. A continuación se listan dichas calificaciones:
- Copa de Castilla de Basket-Ball (1931-32) Denominación en su creación.
- Campeonato de Castilla de Basaket-Ball (1932-40) También conocido por su denominación de Campeonato Castellano de Basket-Ball.
- Campeonato Regional Centro de Basket-Ball (1940-57) Generización tras la Guerra Civil Española.

## Historial

### Masculino
Nombres y banderas de los equipos según la época. En temporadas con sistema de liga se indica como resultado definitorio los producidos entre los dos mejores equipos finales pese a que no fuesen resolutorios.
| Temporada                  | Campeón                                   | Resultado                                 | Subcampeón                                | Notas                                                                      |
| Campeonato de Castilla     | Campeonato de Castilla                    | Campeonato de Castilla                    | Campeonato de Castilla                    | Campeonato de Castilla                                                     |
| -------------------------- | ----------------------------------------- | ----------------------------------------- | ----------------------------------------- | -------------------------------------------------------------------------- |
| 1931                       | Rayo Club "B"                             | ?                                         | Rayo Club                                 | Madrid Basket-Ball, Five Devils                                            |
| 1932                       | Rayo Club                                 | 15 - 9                                    | Madrid Basket-Ball                        | Padilla, América                                                           |
| 1933                       | Madrid Basket-Ball                        | 22 - 16                                   | Rayo Club                                 | América, Círculo Unión Mercantil, FU Hispano Americano, Athletic de Madrid |
| 1934                       | Rayo Club                                 | ?                                         | Madrid Basket-Ball                        | C. U. Mercantil                                                            |
| 1935                       | Rayo Club                                 | ?                                         | C. U. Mercantil (Madrid Basket-Ball "B")  | Madrid Basket-Ball, Standard Club                                          |
| 1936                       | Rayo Club                                 | ?                                         | Standard Club                             |                                                                            |
| 1937                       | No disputado por la Guerra Civil Española | No disputado por la Guerra Civil Española | No disputado por la Guerra Civil Española | No disputado por la Guerra Civil Española                                  |
| 1938                       | No disputado por la Guerra Civil Española | No disputado por la Guerra Civil Española | No disputado por la Guerra Civil Española | No disputado por la Guerra Civil Española                                  |
| 1939                       | No disputado por la Guerra Civil Española | No disputado por la Guerra Civil Española | No disputado por la Guerra Civil Española | No disputado por la Guerra Civil Española                                  |
| Campeonato Regional Centro |                                           |                                           |                                           |                                                                            |
| 1940                       | Rayo Club                                 | ?                                         | S. G. Española                            | Madrid Basket-Ball                                                         |
| 1941                       | Rayo Club                                 | ?                                         | Madrid Basket-Ball                        |                                                                            |
| 1942                       | Real Madrid                               | ?                                         | Rayo Club                                 | América, S. E. U. Madrid                                                   |
| 1943                       | Real Madrid                               | 23 - 22                                   | S. E. U. Madrid                           |                                                                            |
| 1944                       | Real Madrid                               | 21 - 15                                   | S. E. U. Madrid                           |                                                                            |
| 1945                       | S. E. U. Madrid                           | ?                                         | América                                   | Real Madrid, Real Canoe N. C.                                              |
| 1946                       | América                                   | ?                                         | Real Madrid                               | Real Canoe N. C., Lycée Français                                           |
| 1947                       | América                                   | ?                                         | Real Madrid                               | Canarias                                                                   |
| 1948                       | Real Madrid                               | ?                                         | Real Canoe N. C.                          |                                                                            |
| 1949                       | Real Madrid                               | ?                                         | Real Canoe N. C.                          |                                                                            |
| 1950                       | Real Madrid                               | ?                                         | Lycée Français                            | América, Standard Club                                                     |
| 1951                       | Lycée Français                            | 38 - 35                                   | Real Madrid                               |                                                                            |
| 1952                       | Lycée Français                            | ?                                         | Real Madrid                               | Real Canoe N. C.                                                           |
| 1953                       | Real Madrid                               | ?                                         | ?                                         |                                                                            |
| 1954                       | Real Madrid                               | ?                                         | ?                                         |                                                                            |
| 1955                       | Club Estudiantes                          | ?                                         | Real Madrid                               |                                                                            |
| 1956                       | Real Madrid                               | ?                                         | Club Estudiantes                          |                                                                            |
| 1957                       | Real Madrid                               | ?                                         | ?                                         |                                                                            |

Nota: A partir de la temporada 1957/58 continuó el Campeonato de Castilla algunas ediciones pero sin los equipos que disputaban la Liga Nacional.

## Palmarés
- 11 títulos Real Madrid Baloncesto: 1932/33, 1941/42, 1942/43, 1943/44, 1947/48, 1948/49, 1949/50, 1952/53, 1953/54, 1955/56, 1956/57.
- 7 títulos Rayo Club de Madrid: 1930/31 (Rayo B), 1931/32, 1933/34, 1934/35, 1935/36, 1939/40, 1940/41.
- 2 títulos América: 1945/46, 1946/47.
- 2 títulos Liceo: 1950/51, 1951/52.
- 1 título SEU Madrid: 1944/45.
- 1 título Club Baloncesto Estudiantes: 1954/55.